# Kreisgericht Liebenwerda
Das Kreisgericht Liebenwerda war von 1849 bis 1879 ein preußisches Kreisgericht mit Sitz in Liebenwerda. 

## Geschichte
Die „Verordnung über die Aufhebung der Privatgerichtsbarkeit und des eximierten Gerichtsstandes sowie über die anderweitige Organisation der Gerichte“ vom 2. Januar 1849 hob dann auch die Patrimonialgerichtsbarkeit auf. Gleichzeitig wurde das Appellationsgericht Naumburg geschaffen, dem Kreisgerichte, darunter das Kreisgericht Liebenwerda zugeordnet waren. Sein Sprengel umfasste:
| Sprengel                                                                                   | Gerichtseingesessene 1849 |
| ------------------------------------------------------------------------------------------ | ------------------------- |
| Kreis Liebenwerda                                                                          | 35.533                    |
| Einen Teil des Kreises Schweinitz: Die Bezirke der Einzelrichter in Herzberg und Schlieben | 17.364                    |
| Summe                                                                                      | 52.897                    |

Gerichtskommissionen wurden in Elsterwerda, Herzberg, Mühlberg und Schlieben eingerichtet.
Mit den Reichsjustizgesetzen wurden die Gerichte im Deutschen Reich vereinheitlicht. Das Kreisgericht Liebenwerda wurde 1879 aufgehoben. Neu eingerichtet wurde nun das Amtsgericht Liebenwerda im Bezirk des Landgerichtes Halle.

## Gerichtskommission Mühlberg
Die Gerichtskommission Mühlberg war für die Stadt Mühlberg sowie die Orte Altenau, Altbelgern, Domäne Borschütz, Boragk, Burgsdorf, Vorwerk Wendisch-Borschütz, Brottewitz , Fichtenberg, Güldenstern, Köttlitz, Lehndorf, Martinskirchen, Pakisch, Schwebitz, Stehla und Tauschwitz zuständig. Dieser Sprengel umfasste 1849 6.305 Gerichtseingesessene. 1879 wurde die Gerichtskommission aufgehoben und das Amtsgericht Mühlberg gebildet.

## Gerichtskommission Elsterwerda
Die Gerichtskommission Elsterwerda war für die Städte Elsterwerda und Ortrand sowie die Orte Buschmühle bei Großkmehlen, Frankenmühle bei Hirschfeld, Frauwalde alten und neuen Teils, Vorwerk Frauwalde, Forsthäuser im Schraden, Gröden, Galgberge bei Elsterwerda, Großthiemig alten, neuen und Oelsnitzer Anteils, Großkmehlen alten und neuen Teils, Hammermühle bei Krauschütz, Holzhof und Forsthaus bei Hammermühle, Hirschfeld Strauchschen und Merzdorfer Teils, Heide oder Walkmühle, Jägerhaus mit Vorwerk im Schraden, Kahla, Krauschütz, Schloss und Domäne Krauschütz, Kotschka mit Vorwerk, Kellerhäuser, Vorwerk Kaupen oder Buschhaus, Kleinmehlen mit Brückenhaus, den Drescherhäusern, Erbpachtshäusern, dem Wohnhaus und Winzerhaus, Lehnsmühle, Merzdorf mit Vorwerk Karlsborn, Vorwerk Oberbuschhaus, Forsthaus Pulsnitzdamm, Prößen mit Schleusenhaus, Vorwerk Reitzdamm, Rothebuschhaus, Seyffersmühl, Sommerstall bei Großkmehlen, Wainsdorf, Winzerhaus bei Großkmehlen zuständig. Dieser Sprengel umfasste 1849 8.173 Gerichtseingesessene. 1879 wurde die Gerichtskommission aufgehoben und das Amtsgericht Elsterwerda gebildet.

## Gerichtskommission Herzberg
Die Gerichtskommission Herzberg war für zwei Gerichtsbezirke zuständig. Dieser Sprengel umfasste 1849 zusammen 11.203 Gerichtseingesessene. 1879 wurde die Gerichtskommission aufgehoben und das Amtsgericht Herzberg gebildet.
Der erste Gerichtsbezirk umfasste die Orte Arnsnesta mit Forsthaus und Mühle, Altherzberg, Bremsendorf, Bernsdorf, Borken, Cremitz, Collochau I. und II. Teil, Dubro, Frauenhorst, Freiwalde, Friedersdorf, Grassau, Grauwinkel mit Freihof, Grochwitz mit Bicking, Jagsal, Jeßnigk, Kaxdorf, Malitschkendorf, Neunaundorf, Osteroda mit Mühle, Oelsig, Polzen, Redlin, Wiepersdorf, Werchau und Wildenau.
Der zweite Gerichtsbezirk umfasste die Stadt Herzberg und die Orte Bahnsdorf mit drei Weinbergshäusern, Buckau, Fermerswalde, Friedrichsluga, Gräfendorf, Großrössen, Kleinrössen mit Mühle Postberga, Mahdel, Neudeck und Rahnisdorf.

## Gerichtskommission Schlieben
Die Gerichtskommission Schlieben war für die Stadt Schlieben sowie die Orte Berga, Colpien, Frankenhain, Hohenbucko mit Pechhütte und Forsthaus, Hillmersdorf, Krassig, Körba, Knippelsdorf, Lebusa, Naundorf bei Schlieben, Proßmarke, Schwarzenberg, Schöna, Striesa, Stechau, Werchluga und die Schäferei Weißenburg zuständig. Dieser Sprengel umfasste 1849 6.161 Gerichtseingesessene. 1879 wurde die Gerichtskommission aufgehoben und das Amtsgericht Schlieben gebildet.